# Darius Miller
Darius Tiyon Miller (Maysville, 21 de março de 1990) é um jogador norte-americano de basquete profissional que atualmente joga pelo Oklahoma City Thunder, disputando a NBA.

## Estatísticas na NBA

### Temporada Regular
| Ano      | Equipe               | PJ | PT | MPJ  | AP   | 3P   | LL    | RT  | AS  | BR  | TO  | PPJ |
| -------- | -------------------- | -- | -- | ---- | ---- | ---- | ----- | --- | --- | --- | --- | --- |
| 2012–13  | New Orleans Hornets  | 52 | 2  | 13.3 | .407 | .393 | 1.000 | 1.5 | 0.8 | 0.3 | 0.2 | 2.3 |
| 2013–14  | New Orleans Pelicans | 45 | 7  | 16.1 | .440 | .325 | .806  | 1.2 | 1.0 | 0.5 | 0.2 | 4.4 |
| Carreira |                      | 97 | 9  | 14.6 | .427 | .353 | .841  | 1.3 | 0.9 | 0.4 | 0.2 | 3.3 |